# Camille (voornaam)
Camille is een Franse voornaam die zowel voor jongens als voor meisjes is. Het komt van het Latijnse naam Camillus.
Ook in Engeland en in Nederland komt de voornaam voor, maar dan hoofdzakelijk als meisjesvoornaam. In Nederland en Vlaanderen is de naam als jongensvoornaam Kamiel vernederlands. 

## Bekende personen
- Camille Desmoulins: een Frans revolutionair.

- Camille
- Camille, welkom in mijn leven
- Camille-Frédéric d'Ennetières d'Hust
- Camille 'Rik' Van Linden
- Camille (1921)
- Camille (1921 film)
- Camille (1936)
- Camille (1936 film)
- Camille (Monet)
- Camille (voornaam)
- Camille Abily
- Camille Alphonse Faure
- Camille Artisien
- Camille Barrère
- Camille Belis
- Camille Benjamin
- Camille Benoit
- Camille Benoît
- Camille Bertault
- Camille Borghese
- Camille Borghèse
- Camille Botte
- Camille Bouden
- Camille Bulcke
- Camille Camille
- Camille Chamoun
- Camille Chamoun Sports City Stadium
- Camille Chautemps
- Camille Chevillard
- Camille Claudel
- Camille Claudel (film)
- Camille Clifford
- Camille Coquilhat
- Camille Corot
- Camille Cottin
- Camille Cuyx
- Camille D'Havé
- Camille Dalmais
- Camille Danguillaume
- Camille De Jaer
- Camille De Smet
- Camille Decker
- Camille Decoppet
- Camille Delvigne
- Camille Depuiset
- Camille Desmaisieres
- Camille Desmaisières
- Camille Desmoulins
- Camille Dhont
- Camille Dieu
- Camille Elise
- Camille Eurlings
- Camille Faucaux
- Camille Flammarion
- Camille Frieden
- Camille Gaspar
- Camille Goemans
- Camille Guaty
- Camille Gutt
- Camille Guyaux
- Camille Huysmans
- Camille Hyacinthe Odilon Barrot
- Camille Isidore De Bast
- Camille Jacmart
- Camille Janssen
- Camille Jenatzy
- Camille Jenatzy La Jamais Contente
- Camille Jones
- Camille Jordan
- Camille Joseph De Bast
- Camille Keaton
- Camille Kervyn
- Camille Krantz
- Camille Lacourt
- Camille Lambert
- Camille Lammertijn
- Camille Laurens
- Camille Laurens (auteur)
- Camille Laus
- Camille Lemonnier
- Camille Lemonnier Museum
- Camille Lemonnier in het atelier van de kunstenaar
- Camille Lemonniermuseum
- Camille Leroy
- Camille Liefmans
- Camille Linden
- Camille Looten
- Camille Mauclair
- Camille Max
- Camille Melloy
- Camille Menten de Horne
- Camille Moncheur
- Camille Monet assise sur un banc de jardin
- Camille Monet gezeten op een tuinbank
- Camille Mouchet Battefort de Laubespin
- Camille Moury
- Camille Muffat
- Camille Muls
- Camille Muls (atlete)
- Camille Muls (wielrenner)
- Camille Nys
- Camille Odilon Barrot
- Camille Oostwegel
- Camille Ozeray
- Camille Paglia
- Camille Paulus
- Camille Pelletan
- Camille Pernon
- Camille Pin
- Camille Pissarro
- Camille Polfer
- Camille Polonceau
- Camille Poupeye
- Camille Richardson
- Camille Saint-Saens
- Camille Saint-Saëns
- Camille Schmit
- Camille Seynhaeve
- Camille Silvy
- Camille Solis
- Camille Thirion
- Camille Thurman
- Camille Tihon
- Camille Tourville
- Camille Tulpinck
- Camille Van Betsbrugge
- Camille Van De Casteele
- Camille Van Hoorden
- Camille Vangraefschepe
- Camille Verfaillie
- Camille Vervier
- Camille Vidart
- Camille Walala
- Camille Wolles
- Camille Wollès
- Camille Ysebrant de Lendonck
- Camille d'Ennetières
- Camille d' Havé
- Camille de Borman
- Camille de Briey
- Camille de Cauwer
- Camille de Neufville de Villeroy
- Camille de Tornaco
- Camille du Chastel
- Camille of the Yukon
- Camille op haar sterfbed
- Camille saint saens
- Camille van Caloen de Basseghem
- Camille van Camp
- Camille van Hootegem
- Camillea
- Camilleri